# Twintig Poolse kerstliedjes
Twintig Poolse kerstliedjes voor sopraan, vrouwenkoor en orkest is een compositie van Witold Lutosławski. De componist verzamelde de kerstliedjes in 1946 in barre tijden in Polen op verzoek van de directeur van de Poolse Muziekuitgeverij. Nazi-Duitsland had het land geplunderd en uitgemergeld, vervolgens kwamen de troepen van Jozef Stalin, die het namens de Sovjet-Unie nog eens overdeden. Het normale leven was hard, maar ook het culturele leven stond onder druk van wat de autoriteiten toestonden of niet. Een ban van kunsten hing permanent in de lucht, zoals een aantal jaren later bleek bij Lutosławskis Eerste symfonie.
In een dergelijk klimaat is het verzamelen van kerstliedjes ongevaarlijk en toch dankbaar werk. Bekende liederen kan voor een componist niet voorzien van al te ingewikkelde muziek, zoals die in de jaren 40 elders te horen was. Anderzijds doen kerstliederen het over het algemeen goed bij de bevolking  en in slechte tijden. De Twintig Poolse kerstliedjes is dan ook een atypische compositie binnen het oeuvre van de componist. Geen moeilijk muziektheoretische werk, maar een melodieus samenspel tussen solist, koor en orkest.
Lutosławski componeerde eerst een cyclus voor zangstem en piano. Aniela Szleminska (sopraan) en Jan Hoffman gaven in Krakow de uitvoering van een aantal liedjes uit deze cyclus. Vervolgens verdween het in de la. De componist pakte bijna veertig jaar later het werk weer op en kwam met een versie voor sopraan, dameskoor en orkest. Op 15 december 1985 was de eerste uitvoering van die versie. Marie Slorach zong begeleid door het London Sinfonietta met koor  waarschijnlijk onder leiding van de componist. Die had toen nog maar zeventien van de twintig liedjes voorzien van een orkestratie. Op 14 december 1990 was het dan zover. Het Kamerorkest van Schotland met bijbehorend koor speelden het werk met soliste Susan Hamilton in Edinburgh. Deze versie was voorzien van Engelstalige teksten, terwijl de eerdere uitvoeringen nog in het Pools waren.
De Poolse teksten waren afkomstig uit een aantal boekwerken:
- Śpiewnik kościelny, gepubliceerd door Michał Mioduszewski (1838, 1942, 1853)
- Pastoralki i koledy z melodyjami idem (1843)
- Lubelskie van Oskar Kolberg (1883) en
- Leczyckie (1899)

## Delen
1. ANIOŁ PASTERZOM MÓWIŁ (De engelen kwamen tot de herders)
2. HEJ! WESELMY SIĘ (Hey, We verheugen ons er nu op)
3. GDY SIĘ CHRYSTUS RODZI (Als Christus tot ons gekomen is)
4. PÓŁNOC JUŻ BYŁA (net na middernacht)
5. BÓG SIĘ RODZI (God is geboren)
6. GDY ŚLICZNA PANNA (Onze Lieve Vrouw)
7. PRZYBIEŻELI DO BETLEJEM (Haasten naar Bethlehem)
8. W ŻŁOBIE LEŻY (in de kribbe)
9. JEZUS MALUSIEŃKI (Jezus ligt daar)
10. MY TEŻ PASTUSZKOWIE (wij zijn herders)
11. LULAJŻE JEZUNIU (slaap zacht, Jezus)
12. HEJ W DZIEŃ NARODZENIA (Op deze dag)
13. JEZU, ŚLICZNY KWIECIE (Jezus, prachtige bloem)
14. HOLA HOLA, PASTERZE Z POLA (joi, hoi, Herders daar zijn jullie)
15. A CÓŻ Z TĄ DZIECINĄ (wat moeten we doen met dit kind)
16. HEJ, HEJ, LELIJA PANNA MARYJA (Hey, hey, Lieve moeder Maria)
17. Z NARODZENIA PANA (Dit is Gods verjaardag)
18. PASTERZE MILI (Herders, kunnen jullie vertellen wat jullie gezien hebben)
19. DZIECINA MAŁA (kindeke, zo klein)
20. NAJŚWIĘTSZA PANIENKA PO ŚWIECIE CHODZIŁA (Heilige moeder Maria (liep door de wijde wereld).

## Orkestratie
- sopraan
- SSAA (sopranen en alten)
- 1 dwarsfluit, 1 hobo/althobo, 2 klarinetten (II ook basklarinet), 1 fagot
- 2 hoorns, 1 trompetten, 1 trombones
- percussie, 1 harpen,  piano
- violen, altviolen, celli, contrabassen

## Discografie
- Uitgave Naxos: Olga Pasichnyk, Pools Nationaal Radio-Symfonieorkest met koor onder leiding van Antoni Wit; (Wrang detail bij deze opname; ze werd medegefinancierd door het Poolse Ministerie van Cultuur, dezelfde instantie die in 1948 Lutoslawski’s Eerste Symfonie liever zag verdwijnen, inclusief componist).